# Mamoru Yamada
Mamoru Yamada (山田 守 Yamada Mamoru?) (Hajima, 19 de abril de 1894-13 de junio de 1966) fue un arquitecto racionalista japonés. 

## Trayectoria
Estudió en la Universidad de Tokio, donde se tituló en 1920. Ese año fundó con Kikuji Ishimoto, Sutemi Horiguchi, Mayumi Takizawa, Keiichi Morita y Shigeru Yada el Grupo de Secesión (Bunri-ha), una asociación inspirada en la arquitectura secesionista vienesa y, especialmente, en Otto Wagner, que tenía como objetivo promover la arquitectura moderna en contraposición al academicismo imperante entonces en su país. Celebraron su primera exposición en los almacenes Shirokiya de Tokio en julio de 1920, a la que siguieron otras siete exposiciones entre 1920 y 1928.
Trabajó durante veinticinco años para el departamento de construcción del Ministerio de Telecomunicaciones, del que fue director desde 1946. Para el mismo construyó la Oficina Central de Telecomunicaciones de Tokio (1925), de estilo secesionista, en la que destacaban sus ventanales verticales rematados por pequeñas bóvedas.
En 1929 realizó un viaje por Europa y asistió al II Congreso del CIAM celebrado en Frankfurt (Alemania), circunstancia que le reorientó hacia la arquitectura racionalista de moda entonces en Europa. Ese mismo año realizó el Laboratorio Eléctrico de Tokio, un edificio plenamente racionalista que fue la única obra no occidental expuesta por Henry-Russell Hitchcock y Philip Johnson en la exposición Modern Architecture - International Exhibition celebrada en el Museum of Modern Art (MoMA) de Nueva York en 1932. En la misma línea realizó en 1933 la Oficina de Correos y Telecomunicaciones de Ogikubo.
En cambio, en la denominada «House of T» (Tokio, 1932) aunó modernidad y arquitectura tradicional, en un intento de armonizar la cultura oriental y la occidental.
En 1949 abrió su propio estudio. Realizó entonces, entre 1953 y 1956, dos hospitales que adquirieron fama por su planta con forma de Y: el Hospital de la Salud Pública de Tokio y el Hospital Universitario de Osaka.
En los años 1960 abandonó el racionalismo y retornó a un estilo más expresionista, como se denota en la Torre de Kioto (1964) y el Nippon Budōkan (Estadio de Artes Marciales de Japón) en Tokio, construido para los Juegos Olímpicos de 1964, cuya cubierta está inspirada en los templos budistas japoneses.

## Galería

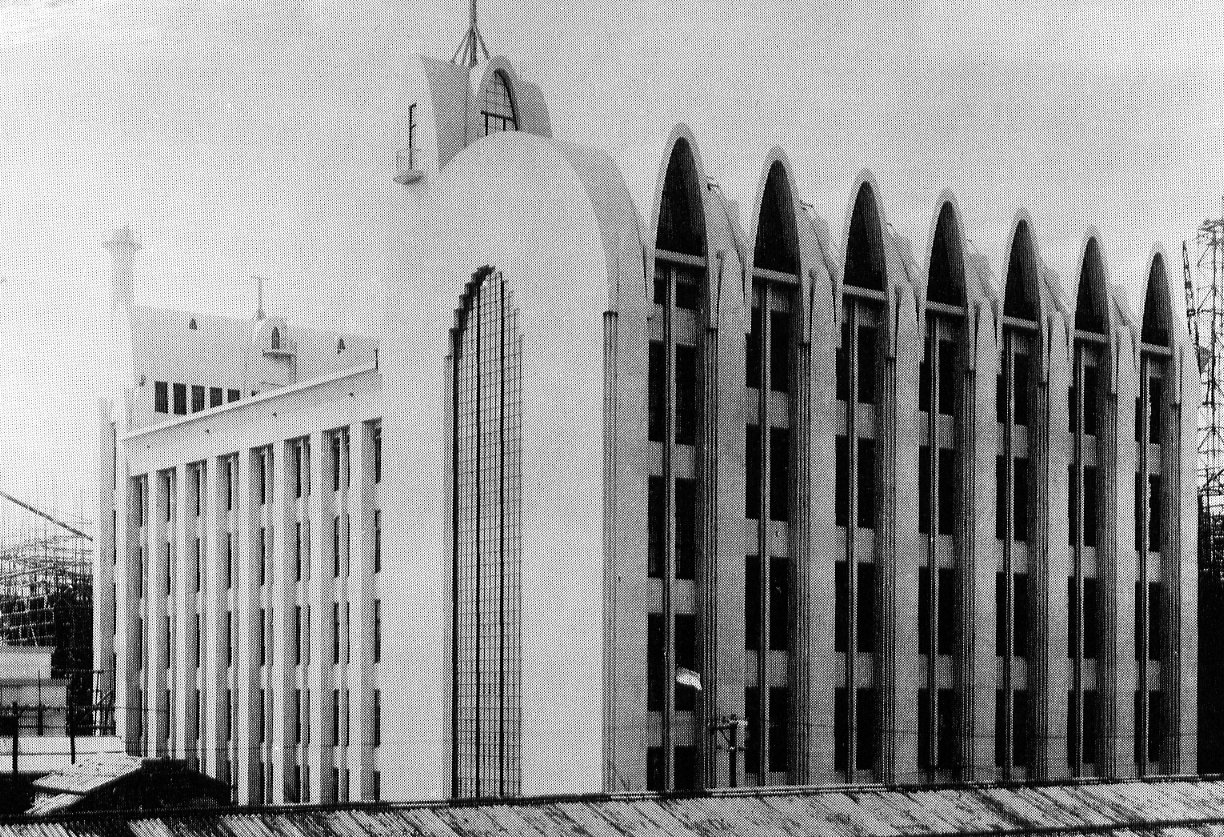
Oficina Central de Telecomunicaciones de Tokio (1925)
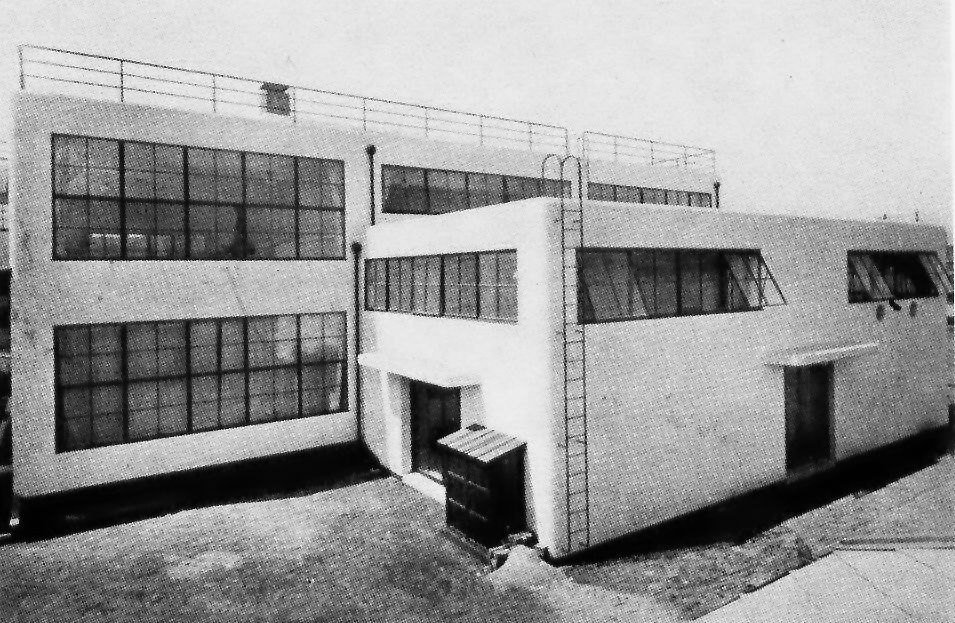
Laboratorio Eléctrico de Tokio (1929)
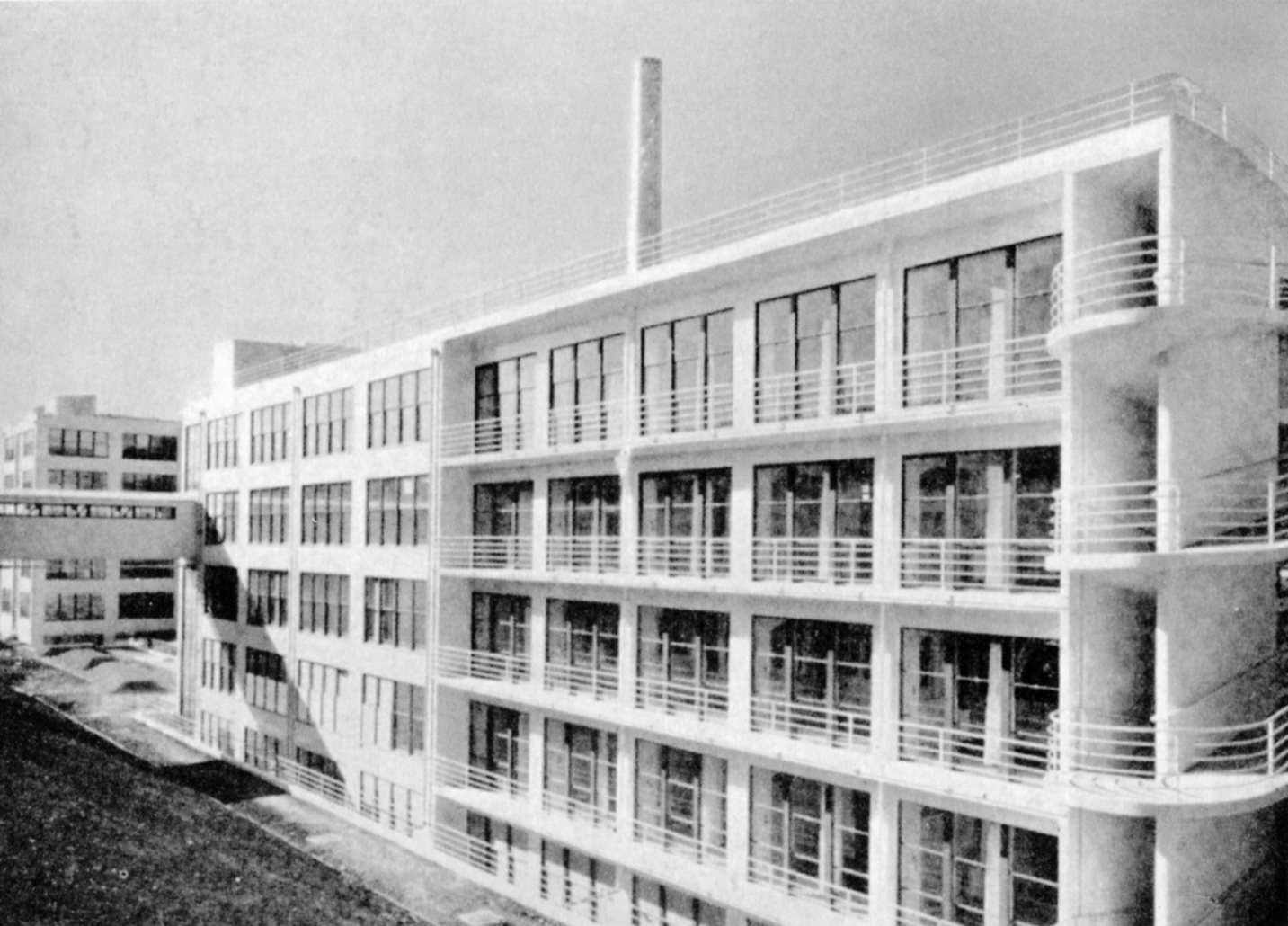
Hospital Teishin, Tokio (1937, demolido en 1966)
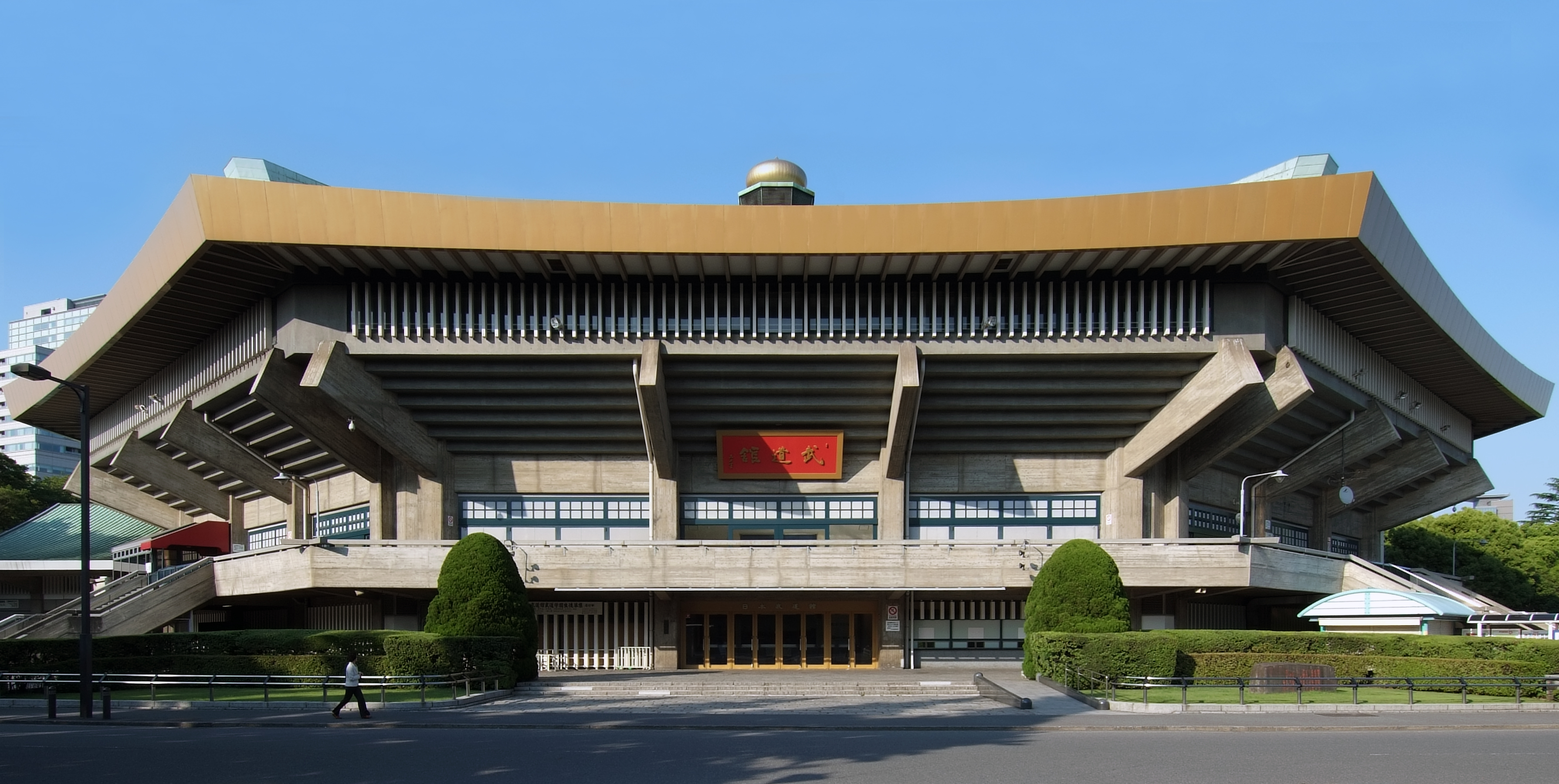
Nippon Budōkan (Estadio de Artes Marciales de Japón), Tokio (1964)
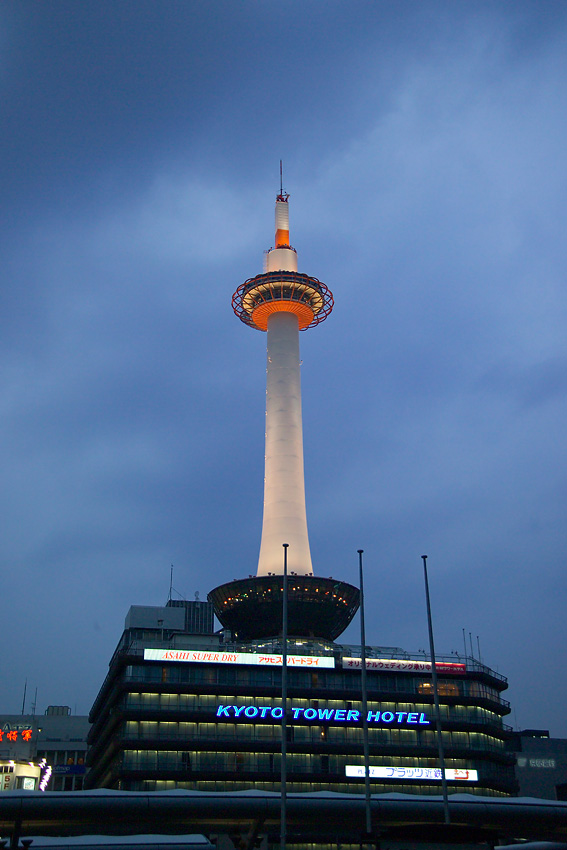
Torre de Kioto (1964)